# Cassidispa mirabilis
Cassidispa mirabilis es un coleóptero de la familia Chrysomelidae.
Fue descrita científicamente en 1899 por Gestro.